# Michał Rokicki
Michał Rokicki (ur. 31 marca 1984 w Raciborzu, zm. 20 grudnia 2021 tamże) – polski pływak, uczestnik XXIX Letnich Igrzysk Olimpijskich Pekin 2008.
Zawodnik AZS-AWF Warszawa. Specjalista w stylu dowolnym.
Wielokrotny medalista mistrzostw Polski (basen 50 m):
- złoty
  - sztafeta 4 x 100 m stylem dowolnym w roku 2008
  - sztafeta 4 x 200 m stylem dowolnym w roku 2008
- srebrny
  - 200 m stylem dowolnym w roku 2004
- brązowy
  - 100 m stylem dowolnym w roku 2005
  - 200 m stylem dowolnym w latach 2002-2003,2005

Na igrzyskach olimpijskich w 2008 roku wystartował w sztafecie 4 x 200 m stylem dowolnym, w której Polacy zajęli 14. miejsce.
Zmarł 20 grudnia 2021 i został pochowany na cmentarzu Jeruzalem w Raciborzu.